# Wen Zhenheng

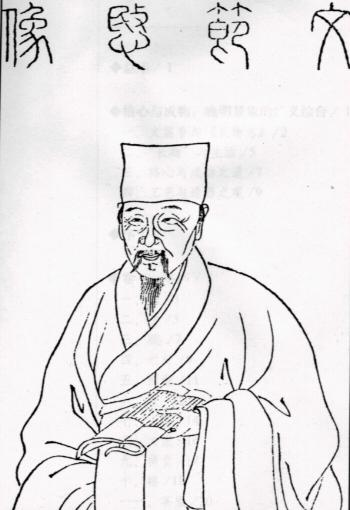
Wen Zhenheng

Wen Zhenheng (chino: 文震亨 ) (Suzhou, 1585-1645 d.C) escritor, pintor, académico, y diseñador chino de la dinastía Ming, bisnieto del pintor Wen Zhengming
En 1621, Wen Zhenheng se graduó en la Academia Imperial como Zhusheng.
En 1637, Wen Zhenheng fue asistente del magistrado de Longzhou en la prefectura de Shanxi.
En 1637, el emperador Chungzhen lo nombró secretario. 
Wen Zhenheng es conocido por su caligrafía asiática oriental, sus poemas y sus ensayos. También era experto del diseño de jardines panorámicos. 

## 长物志Tratado de lo superfluo
Su obra más conocida 长物志 Zhang Wu Zhi (Tratado de lo superfluo) escrita entre  1620-1627 es un libro enciclopédico sobre la arquitectura de jardín y diseño de interiores dividido en 12 volúmenes. 
- Vol 1. Hogar y morar-- 17 capítulos
- Vol 2. Flores y árboles-- 43 capítulos
- Vol 3. Agua y piedras - 18 capítulos
- Vol 4. Ave de corral y pez -- 11 capítulos
- Vol 5. Libros y pinturas - 26 capítulos
- Vol 6. Sillas y camas-- 20 capítulos
- Vol 7. Utensilios  -- 58 capítulos
- Vol 8. Ropa y accesorios -- 10 capítulos
- Vol 9. Barca y carruaje -- 4 capítulos
- Vol 10. Arreglo -- 11 capítulos
- Vol 11. Verduras y frutas-- 27 capítulos
- Vol 12. Incienso y té -- 24 capítulos